# 모하메드 아민 디디
모하메드 아민 디디(디베히어: މުހައްމަދު އަމީން ދޮށިމޭނާ ކިލެގެފާނު, 영어: Mohamed Amin Didi, 1910년 7월 20일~1954년 1월 19일)로 널리 알려진 수무불 아메르 모하메드 아민 도시메이나 킬레게파누(디베히어: ސުމުއްވުލް އަމީރު މުހައްމަދު އަމީން ދޮށިމޭނާ ކިލެގެފާނު)는 몰디브의 정치인이었다. 그는 1953년 1월 1일과 8월 21일 사이에 몰디브의 초대 대통령과 정부 수반을 역임했다. 아민 디디는 또한 1946년부터 1953년까지 마지디야 학교의 교장이었다.
아민 디디는 몰디브의 첫 번째 정당인 레이이퉁 무타가딤당의 지도자였다. 그의 정치 프로그램에는 여성의 발전, 몰디브의 교육, 생선 수출 산업의 국유화, 인기 없는 담배 흡연 금지를 포함한 국가 현대화를 위한 노력이 포함되었다.
아민 디디는 국가가 광범위한 기근과 자원 고갈에 빠졌던 제2차 세계 대전 이후 기간 동안 취임했다.

## 어린 시절
아민은 아흐메드 도시메이나 아킬레게판과 로아누게 아이샤트 디디의 아들이다. 그는 아버지 쪽에서 후라 왕조의 후손이었다. 1920년, 그는 실론 (현재 스리랑카)으로 해외로 가서 콜롬보에 있는 세인트 조셉 대학교에서 공부했다. 1928년, 그는 더 많은 공부를 위해 인도로 갔고, 1년 후에 몰디브로 돌아왔다. 그의 아내는 파티마 사이드였고, 그의 유일한 아이는 아메나 모하메드 아민이었다.

## 정치 경력
1931년 아민은 술탄 무함마드 샴수딘 3세에 의해 소집된 헌법 제정 회의에 임명되었다. 그는 이어서 세관장, 몰디브 우체국장, 무역부 장관, 재무부 장관(1942년~1952년)과 같은 정부의 다양한 직위들을 맡았고, 또한 제1차 몰디브 의회의 의원이었다.
국민들의 지지로, 그는 812년 된 술탄국을 폐지했고, 입헌군주제를 항상 지지해왔음에도 불구하고 1953년 1월 1일 몰디브의 초대 대통령이 되었다.